# Coupe de Suisse de football 1945-1946
Navigation
Édition précédente Édition suivante
La Coupe de Suisse 1945-1946 est la vingt-et-unième édition de la Coupe de Suisse. Le Grasshopper Club Zurich remporte son onzième titre en battant en finale le FC Lausanne-Sport.

## Compétition

### Quarts de finale
Les quarts de finale ont lieu le 17 mars 1946.
| Équipe 1                | Résultat | Équipe 2          |
| ----------------------- | -------- | ----------------- |
| FC Locarno              | 0 - 2    | BSC Young Boys    |
| FC Biel-Bienne          | 1 - 2    | Servette FC       |
| Grasshopper Club Zurich | 2 - 1    | FC Granges        |
| FC Berne                | 0 - 0    | FC Lausanne-Sport |

Match rejoué le 24 mars 1946 :
| Équipe 1          | Résultat | Équipe 2 |
| ----------------- | -------- | -------- |
| FC Lausanne-Sport | 4 - 1    | FC Berne |

### Demi-finales
Les demi-finales ont lieu le 7 avril 1946.
| Équipe 1       | Résultat | Équipe 2                |
| -------------- | -------- | ----------------------- |
| Servette FC    | 1 - 1    | FC Lausanne-Sport       |
| BSC Young Boys | 0 - 2    | Grasshopper Club Zurich |

Match rejoué le 14 avril 1946 :
| Équipe 1          | Résultat | Équipe 2    |
| ----------------- | -------- | ----------- |
| FC Lausanne-Sport | 3 - 2    | Servette FC |

### Finale
| 22 avril 1946 | Grasshopper Club Zurich | 3 - 0   | FC Lausanne-Sport | Stade du Wankdorf, Berne |                      |
|               |                         | (1 - 0) |                   | Spectateurs : 20 000     | Spectateurs : 20 000 |

- Le Grasshopper Club Zurich remporte sa onzième Coupe de Suisse[2].